# Drum fill

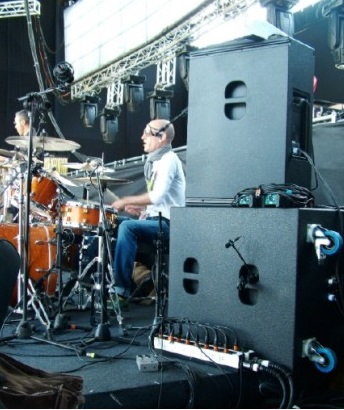

Término anglosajón referido a la motorización de refuerzo para el escenario, sobre todo para percusionistas. Su objetivo es ofrecer pegada en grave y agudos limpios, así como una direccionalidad muy acusada. Suelen  utilizarse dos cuñas en paralelo, aunque en algunos casos los monitores se alzan situándose a la altura de la cabeza del percusionista, también pueden estar formado por una caja de subgraves sobre la que se monta otra de medio-agudos, son posibles varias técnicas.

## Refuerzos de escenario
Existen diferentes tipos:
- Front fill
- Down fill
- Out fill
- Side fill
- Drum fill

## Historia
Esta motorización de escenario surgió en los años 60 cuando los grupos de Rock aumentaron su potencia en escena y los músicos necesitaban escucharse entre ellos para lograr una mejor interpretación. De esta manera empezó a verse necesaria en actuaciones en la que los niveles de presión sonora dentro del escenario son  demasiado altos por lo que es necesario un sistema de refuerzo. Dependiendo de la zona del escenario y su finalidad la motorización que se envía, estará formada por diferentes mezclas de sonido